# Ахелия
Ахѐлия (на гръцки: Αχέλεια) е село в Кипър, окръг Пафос. Според статистическата служба на Република Кипър през 2001 г. селото има 113 жители.
Намира се близо до Международното летище в Пафос. През селото преминава воден канал.